# Großer Preis der Steiermark 2021
Der Große Preis der Steiermark 2021 (offiziell Formula 1 BWT Großer Preis der Steiermark 2021) fand am 27. Juni auf dem Red Bull Ring in Spielberg statt und war das achte Rennen der Formel-1-Weltmeisterschaft 2021. Wie bereits im Vorjahr werden am Red Bull Ring zwei Rennen in Folge ausgetragen.

## Bericht

### Hintergründe
Nach dem Großen Preis von Frankreich führte Max Verstappen in der Fahrerwertung mit zwölf Punkten vor Lewis Hamilton und mit 47 Punkten vor Sergio Pérez. In der Konstrukteurswertung führte Red Bull Racing mit 37 Punkten vor Mercedes und mit 105 Punkten vor McLaren.
Lando Norris (acht), George Russell, Hamilton (jeweils sechs), Sebastian Vettel (fünf), Kimi Räikkönen, Lance Stroll, Pérez (jeweils vier), Charles Leclerc, Nicholas Latifi, Antonio Giovinazzi (jeweils drei), Nikita Masepin (zwei), Esteban Ocon, Carlos Sainz jr., Pierre Gasly, Yuki Tsunoda und Daniel Ricciardo (jeweils einer) gingen mit Strafpunkten ins Rennwochenende.
Mit Hamilton trat der bisher einzige ehemalige Sieger zu diesem Grand Prix an.
Als Rennkommissare für dieses Rennwochenende fungierten Gerd Ennser (DEU), Andrew Mallalieu (BRB), Emanuele Pirro (ITA) und Walter Jobst (AUT).

### Training
Verstappen erzielte im ersten freien Training in 1:05,910 Minuten die Bestzeit vor Gasly und Hamilton.
Auch im zweiten freien Training fuhr Verstappen die Bestzeit, diesmal mit einer Rundenzeit von 1:05,412 Minuten. Zweiter wurde Ricciardo vor Ocon. Valtteri Bottas sorgte im Verlauf der Session mit einem Dreher bei der Boxenausfahrt für eine Schrecksekunde. Beim Fahren auf dem Sponsorenstreifen verlor der Finne das Heck und stand kurz darauf quer in der Boxengasse. Obwohl sich Mechaniker des McLaren F1 Team in direkter Nähe des Vorfalls aufhielten wurde keine Person verletzt. Begründet wurde dieser Vorfall mit dem Test einer neuen Abfahrprozedur nach einem Boxenstopp, wodurch man sich bei Mercedes eine Zeitersparnis erhoffte. Die Rennkommissare sahen sich aufgrund potentiell gefährlichen Fahrens dazu gezwungen diese Aktion zu ahnden. So wurde eine 3 Platz Gridstrafe verhängt. Zudem erhielt er zwei Strafpunkte auf seine Fahrerlizenz.
Im dritten freien Training fuhr Hamilton die schnellste Rundenzeit in 1:04,369 Minuten vor Verstappen und Bottas.

### Qualifying
Das Qualifying bestand aus drei Teilen mit einer Nettolaufzeit von 45 Minuten. Im ersten Qualifying-Segment (Q1) hatten die Fahrer 18 Minuten Zeit, um sich für das Rennen zu qualifizieren. Alle Fahrer, die im ersten Abschnitt eine Zeit erzielten, die maximal 107 Prozent der schnellsten Rundenzeit betrug, qualifizierten sich für den Grand Prix. Die besten 15 Fahrer erreichten den nächsten Teil. Verstappen war Schnellster. Die Haas-Piloten, Räikkönen, Latifi und Ocon schieden aus.
Der zweite Abschnitt (Q2) dauerte 15 Minuten. Die schnellsten zehn Piloten qualifizierten sich für den dritten Teil des Qualifyings und mussten mit den hier verwendeten Reifen das Rennen starten, alle anderen hatten freie Reifenwahl für den Rennstart. Norris war Schnellster. Russell, Sainz jr., Vettel, Ricciardo und Giovinazzi schieden aus.
Der letzte Abschnitt (Q3) ging über eine Zeit von zwölf Minuten, in denen die ersten zehn Startpositionen vergeben wurden. Verstappen fuhr mit einer Rundenzeit von 1:03,841 Minuten die Bestzeit vor Bottas und Hamilton.

### Rennen
Verstappen und die beiden Mercedes-Fahrer starteten auf den Reifen mit mittlerer Mischung. Der Rest der Top-Ten-Qualifikanten startete auf den weichen Reifen, während diejenigen, die das letzte Segment des Qualifyings nicht erreichten, sich überwiegend für die mittleren Reifen entschieden. Räikkönen war der einzige Fahrer, der mit der härtesten Reifenmischung startete. Pérez überholte Norris in der dritten Kurve, aber Norris eroberte die Position in der vierten Kurve zurück. Leclerc kollidierte in der ersten Runde mit Gasly, was bedeutete, dass der AlphaTauri-Fahrer das Rennen aufgeben musste, während Leclerc einen Boxenstopp einlegte, um den Frontflügel seines Autos auszutauschen. Der Vorfall führte auch dazu, dass sich Giovinazzi drehte. Stroll überholte Alonso in der ersten Runde, während Latifi ebenfalls einen Boxenstopp einlegte, weil der rechte Hinterreifen seines Autos einen Reifenschaden hatte. Ricciardo überholte Tsunoda in der ersten Runde in der vorletzten Kurve.
Giovinazzi überholte Schumacher in der dritten Runde und Masepin in der vierten Runde und rückte auf den 15 Platz vor. Ricciardo wurde in der siebten Runde von vier anderen Fahrern überholt, nachdem ein technisches Problem dazu führte, dass sein McLaren die Leistung verlor. Pérez überholte Norris in der zehnten Runde und sicherte sich den dritten Platz, während Bottas ihm eine Runde später folgte. Zu diesem Zeitpunkt hatte Verstappen zehn Sekunden Vorsprung vor seinem Teamkollegen. Leclerc überholte Schumacher in der 13. Runde und Masepin in der 14. Runde und rückte auf den 16. Platz vor. Obwohl sich während des Rennens eine Wolkendecke über der Strecke bildete, blieb das Wetter warm genug, so dass die Teams Bedenken hinsichtlich der Kühlung ihrer Autos hatten.
Verstappen baute einen Vorsprung von vier Sekunden auf Hamilton auf und verlangsamte dann das Tempo auf das gleiche Tempo wie sein Verfolger. Masepin machte in der 21. Runde einen Boxenstopp. Leclerc überholte Giovinazzi in der 22. Runde und Ocon in der 24. Runde und rückte auf den 14. Platz vor. Verstappens Vorsprung vergrößerte sich in der 25. Runde, als Hamilton nach einer Reifenvibration beinahe die Kontrolle über sein Auto verlor.
Am Ende der 25. Runde hatte Russell, der auf dem achten Platz gelegen hatte, einen Boxenstopp, der 18 Sekunden dauerte, während das Team das pneumatische System seines Autos auflud. Auch Russells Teamkollege Latifi legte in der 25. Runde einen Boxenstopp ein. Giovinazzi war hinter Schumacher zurückgefallen, als dieser in der 23. Runde einen Boxenstopp einlegte, kam aber in der 26. Runde wieder am Haas-Fahrer vorbei. Pérez kam am Ende der 26. Runde an die Box, um neue Reifen zu holen. Ein Problem beim Wechseln des linken Hinterrads führte jedoch dazu, dass sein Boxenstopp langsam war, und als Bottas (der eine Runde später an die Box kam) aus der Box kam, dieser den Mexikaner überholte. Tsunoda legte in der 26. Runde ebenfalls einen Boxenstopp ein, während Alonso und Vettel in der 27. Runde Boxenstopps einlegten. Bevor Pérez an die Box kam, konnte Hamilton keinen Boxenstopp einlegen, ohne hinter dem Red-Bull-Fahrer zurückzukommen. Hamilton machte daher seinen ersten Boxenstopp am Ende der 28. Runde, und Verstappen machte das Gleiche in der folgenden Runde. Der bestehende Vorteil von Verstappen und die kurze Länge der Strecke führten dazu, dass Hamilton den größeren Grip frischer Reifen nicht nutzen konnte, um Verstappen zu überholen, während der Red Bull in der Boxengasse war. Stroll legte in der 28. Runde ebenfalls einen Boxenstopp ein, während Norris seinen Boxenstopp in der 31. Runde und Schumacher seinen Boxenstopp in der 33. Runde einlegte.
Russell schied in der 36. Runde aus, nachdem der Motor seines Autos hydraulische Probleme hatte. Das Ergebnis war enttäuschend für das Williams-Team, das seit dem Großen Preis von Deutschland 2019 keinen Punkt mehr geholt hatte und in den Punkterängen lag, bevor die Probleme auftraten. Räikkönen und Ocon machten in der 36. Runde Boxenstopps. Leclerc machte in der 37. Runde einen zweiten Boxenstopp. Er verließ die Boxengasse auf dem 14. Platz. Sainz jr. und Ricciardo machten in der 41. Runde Boxenstopps, während Leclerc Räikkönen für den 13. Platz überholte und Schumacher Masepin für den 16. Platz überholte.
Verstappen meldete im späteren Rennabschnitt einige Bremsprobleme, die möglicherweise mit den Kerbs in der neunten und zehnten Kurve zusammenhingen. Sainz jr. überholte Stroll in der 44. Runde und belegte den sechsten Platz, und Leclerc überholte Giovinazzi in der 45. Runde und belegte den elften Platz. Leclerc überholte im Anschluss auch Vettel in der 49. Runde für Platz zehn. Ricciardo überholte Ocon in der 53. Runde und belegte den 14. Platz. Pérez machte am Ende der 54. Runde einen zweiten Boxenstopp, danach lag er 20 Sekunden hinter Bottas. Mit den neuen Reifen konnte er den Rückstand bis zum Ende des Rennens auf weniger als zwei Sekunden verkürzen, allerdings nicht mehr angreifen.
Verstappen gewann schließlich vor Hamilton, Bottas wurde Dritter vor Pérez. Norris blieb bis zum Schluss Fünfter, unterstützt durch einen relativ späten Boxenstopp für neue Reifen. Pérez hatte im Ziel fast 27 Sekunden Vorsprung vor Norris. Leclerc kämpfte sich bis auf Rang sieben vor, nachdem er einen Boxenstopp eingelegt hatte, um den Schaden zu reparieren, der ihm bei einer Kollision mit Gasly entstanden war. Nach seinem zweiten Boxenstopp überholte er sowohl Alfa Romeos und Aston Martins als auch Tsunoda und Alonso. Leclerc überholte Tsunoda in der 54. Runde, Alonso in der 55. Runde und Stroll in der 59. Leclerc war der Meinung, dass seine Aufholjagd vom Ende des Feldes zu seinen besten Leistungen in einem Formel-1-Rennen gehörte. Sein Ferrari-Teamkollege Sainz jr. landete einen Platz vor ihm, nachdem er von seinem Startplatz aus sechs Plätze gutgemacht hatte. Stroll, Alonso und Tsunoda machten den Rest der zehn besten Punkteplätze aus. Gegen Ende des Rennens wurden leichte Regenfälle gemeldet, die jedoch keine wesentlichen Auswirkungen auf den Ablauf hatten.
Sowohl in der Fahrer- als auch Konstrukteurswertung blieben die ersten drei Positionen unverändert.

## Meldeliste
| Team                            | Nr. | Fahrer             | Chassis                           | Motor                             | Reifen |
| ------------------------------- | --- | ------------------ | --------------------------------- | --------------------------------- | ------ |
| Mercedes-AMG Petronas F1 Team   | 44  | Lewis Hamilton     | Mercedes-AMG F1 W12 E Performance | Mercedes-AMG F1 M12 E Performance | P      |
| Mercedes-AMG Petronas F1 Team   | 77  | Valtteri Bottas    | Mercedes-AMG F1 W12 E Performance | Mercedes-AMG F1 M12 E Performance | P      |
| Red Bull Racing Honda           | 33  | Max Verstappen     | Red Bull Racing RB16B             | Honda RA621H                      | P      |
| Red Bull Racing Honda           | 11  | Sergio Pérez       | Red Bull Racing RB16B             | Honda RA621H                      | P      |
| McLaren F1 Team                 | 03  | Daniel Ricciardo   | McLaren MCL35M                    | Mercedes-AMG F1 M12 E Performance | P      |
| McLaren F1 Team                 | 04  | Lando Norris       | McLaren MCL35M                    | Mercedes-AMG F1 M12 E Performance | P      |
| Aston Martin Cognizant F1 Team  | 18  | Lance Stroll       | Aston Martin AMR21                | Mercedes-AMG F1 M12 E Performance | P      |
| Aston Martin Cognizant F1 Team  | 05  | Sebastian Vettel   | Aston Martin AMR21                | Mercedes-AMG F1 M12 E Performance | P      |
| Alpine F1 Team                  | 14  | Fernando Alonso    | Alpine A521                       | Renault E-Tech 20B                | P      |
| Alpine F1 Team                  | 31  | Esteban Ocon       | Alpine A521                       | Renault E-Tech 20B                | P      |
| Scuderia Ferrari Mission Winnow | 16  | Charles Leclerc    | Ferrari SF21                      | Ferrari 065/6                     | P      |
| Scuderia Ferrari Mission Winnow | 55  | Carlos Sainz jr.   | Ferrari SF21                      | Ferrari 065/6                     | P      |
| Scuderia AlphaTauri Honda       | 22  | Yuki Tsunoda       | AlphaTauri AT02                   | Honda RA621H                      | P      |
| Scuderia AlphaTauri Honda       | 10  | Pierre Gasly       | AlphaTauri AT02                   | Honda RA621H                      | P      |
| Alfa Romeo Racing Orlen         | 07  | Kimi Räikkönen     | Alfa Romeo Racing C41             | Ferrari 065/6                     | P      |
| Alfa Romeo Racing Orlen         | 88  | Robert Kubica      | Alfa Romeo Racing C41             | Ferrari 065/6                     | P      |
| Alfa Romeo Racing Orlen         | 99  | Antonio Giovinazzi | Alfa Romeo Racing C41             | Ferrari 065/6                     | P      |
| Uralkali Haas F1 Team           | 09  | Nikita Masepin     | Haas VF-21                        | Ferrari 065/6                     | P      |
| Uralkali Haas F1 Team           | 47  | Mick Schumacher    | Haas VF-21                        | Ferrari 065/6                     | P      |
| Williams Racing                 | 63  | George Russell     | Williams FW43B                    | Mercedes-AMG F1 M12 E Performance | P      |
| Williams Racing                 | 06  | Nicholas Latifi    | Williams FW43B                    | Mercedes-AMG F1 M12 E Performance | P      |

Anmerkungen
1. 1 2  Der Alfa Romeo mit der Startnummer 88 wurde im ersten freien Training für Kubica eingesetzt. Räikkönen übernahm das Fahrzeug anschließend für das restliche Rennwochenende mit seiner Startnummer 7.

## Klassifikationen

### Qualifying
| Pos.                                                                      | Fahrer             | Konstrukteur              | Q1       | Q2       | Q3       | Start |
| ------------------------------------------------------------------------- | ------------------ | ------------------------- | -------- | -------- | -------- | ----- |
| 01                                                                        | Max Verstappen     | Red Bull Racing-Honda     | 1:04,489 | 1:04,433 | 1:03,841 | 01    |
| 02                                                                        | Valtteri Bottas    | Mercedes                  | 1:04,537 | 1:04,443 | 1:04,035 | 05    |
| 03                                                                        | Lewis Hamilton     | Mercedes                  | 1:04,672 | 1:04,512 | 1:04,067 | 02    |
| 04                                                                        | Lando Norris       | McLaren-Mercedes          | 1:04,584 | 1:04,298 | 1:04,120 | 03    |
| 05                                                                        | Sergio Pérez       | Red Bull Racing-Honda     | 1:04,638 | 1:04,197 | 1:04,168 | 04    |
| 06                                                                        | Pierre Gasly       | AlphaTauri-Honda          | 1:04,765 | 1:04,429 | 1:04,236 | 06    |
| 07                                                                        | Charles Leclerc    | Ferrari                   | 1:04,745 | 1:04,646 | 1:04,472 | 07    |
| 08                                                                        | Yuki Tsunoda       | AlphaTauri-Honda          | 1:04,608 | 1:04,631 | 1:04,514 | 11    |
| 09                                                                        | Fernando Alonso    | Alpine-Renault            | 1:04,971 | 1:04,582 | 1:04,574 | 08    |
| 10                                                                        | Lance Stroll       | Aston Martin-Mercedes     | 1:04,821 | 1:04,663 | 1:04,708 | 09    |
| 11                                                                        | George Russell     | Williams-Mercedes         | 1:05,033 | 1:04,671 | –        | 10    |
| 12                                                                        | Carlos Sainz jr.   | Ferrari                   | 1:04,859 | 1:04,800 | –        | 12    |
| 13                                                                        | Daniel Ricciardo   | McLaren-Mercedes          | 1:05,142 | 1:04,808 | –        | 13    |
| 14                                                                        | Sebastian Vettel   | Aston Martin-Mercedes     | 1:05,051 | 1:04,875 | –        | 14    |
| 15                                                                        | Antonio Giovinazzi | Alfa Romeo Racing-Ferrari | 1:05,092 | 1:04,913 | –        | 15    |
| 16                                                                        | Nicholas Latifi    | Williams-Mercedes         | 1:05,175 | –        | –        | 16    |
| 17                                                                        | Esteban Ocon       | Alpine-Renault            | 1:05,217 | –        | –        | 17    |
| 18                                                                        | Kimi Räikkönen     | Alfa Romeo Racing-Ferrari | 1:05,429 | –        | –        | 18    |
| 19                                                                        | Mick Schumacher    | Haas-Ferrari              | 1:06,041 | –        | –        | 19    |
| 20                                                                        | Nikita Masepin     | Haas-Ferrari              | 1:06,192 | –        | –        | 20    |
| 107-Prozent-Zeit: 1:09,003 min (bezogen auf Q1-Bestzeit von 1:04,489 min) |                    |                           |          |          |          |       |

Anmerkungen
1. ↑  Bottas wurde wegen gefährlichen Fahrens in der Boxengasse im FP2 um drei Startplätze nach hinten versetzt.
2. ↑  Tsunoda wurde um drei Startplätze nach hinten versetzt, da er Bottas in Q3 behindert hatte.

### Rennen
| Pos. | Fahrer             | Konstrukteur              | Runden | Stopps | Zeit        | Start | Schnellste Runde |
| ---- | ------------------ | ------------------------- | ------ | ------ | ----------- | ----- | ---------------- |
| 01   | Max Verstappen     | Red Bull Racing-Honda     | 71     | 1      | 1:22:18,925 | 01    | 1:08,017 (68.)   |
| 02   | Lewis Hamilton     | Mercedes                  | 71     | 2      | + 35,743    | 02    | 1:07,058 (71.)   |
| 03   | Valtteri Bottas    | Mercedes                  | 71     | 1      | + 46,907    | 05    | 1:08,619 (43.)   |
| 04   | Sergio Pérez       | Red Bull Racing-Honda     | 71     | 2      | + 47,434    | 04    | 1:07,894 (57.)   |
| 05   | Lando Norris       | McLaren-Mercedes          | 70     | 1      | + 1 Runde   | 03    | 1:08,903 (65.)   |
| 06   | Carlos Sainz jr.   | Ferrari                   | 70     | 1      | + 1 Runde   | 12    | 1:08,609 (64.)   |
| 07   | Charles Leclerc    | Ferrari                   | 70     | 2      | + 1 Runde   | 07    | 1:08,738 (64.)   |
| 08   | Lance Stroll       | Aston Martin-Mercedes     | 70     | 1      | + 1 Runde   | 09    | 1:09,787 (32.)   |
| 09   | Fernando Alonso    | Alpine-Renault            | 70     | 1      | + 1 Runde   | 08    | 1:09,749 (61.)   |
| 10   | Yuki Tsunoda       | AlphaTauri-Honda          | 70     | 1      | + 1 Runde   | 11    | 1:09,650 (41.)   |
| 11   | Kimi Räikkönen     | Alfa Romeo Racing-Ferrari | 70     | 1      | + 1 Runde   | 18    | 1:09,128 (57.)   |
| 12   | Sebastian Vettel   | Aston Martin-Mercedes     | 70     | 1      | + 1 Runde   | 14    | 1:09,821 (64.)   |
| 13   | Daniel Ricciardo   | McLaren-Mercedes          | 70     | 1      | + 1 Runde   | 13    | 1:09,305 (45.)   |
| 14   | Esteban Ocon       | Alpine-Renault            | 70     | 1      | + 1 Runde   | 17    | 1:09,576 (70.)   |
| 15   | Antonio Giovinazzi | Alfa Romeo Racing-Ferrari | 70     | 1      | + 1 Runde   | 15    | 1:09,723 (39.)   |
| 16   | Mick Schumacher    | Haas-Ferrari              | 69     | 1      | + 2 Runden  | 19    | 1:10,005 (57.)   |
| 17   | Nicholas Latifi    | Williams-Mercedes         | 68     | 2      | + 3 Runden  | 16    | 1:10,104 (34.)   |
| 18   | Nikita Masepin     | Haas-Ferrari              | 68     | 1      | + 3 Runden  | 20    | 1:10,951 (39.)   |
| –    | George Russell     | Williams-Mercedes         | 36     | 2      | DNF         | 10    | 1:10,499 (28.)   |
| –    | Pierre Gasly       | AlphaTauri-Honda          | 1      | 0      | DNF         | 06    | –                |

## WM-Stände nach dem Rennen
Die ersten zehn des Rennens bekamen 25, 18, 15, 12, 10, 8, 6, 4, 2 bzw. 1 Punkt(e). Zusätzlich gab es einen Punkt für die schnellste Rennrunde, da der Fahrer unter den ersten Zehn landete.

### Fahrerwertung
| Pos. | Fahrer           | Konstrukteur          | Punkte |
| ---- | ---------------- | --------------------- | ------ |
| 01   | Max Verstappen   | Red Bull Racing-Honda | 156    |
| 02   | Lewis Hamilton   | Mercedes              | 138    |
| 03   | Sergio Pérez     | Red Bull Racing-Honda | 96     |
| 04   | Lando Norris     | McLaren-Mercedes      | 86     |
| 05   | Valtteri Bottas  | Mercedes              | 74     |
| 06   | Charles Leclerc  | Ferrari               | 58     |
| 07   | Carlos Sainz jr. | Ferrari               | 50     |
| 08   | Pierre Gasly     | AlphaTauri-Honda      | 37     |
| 09   | Daniel Ricciardo | McLaren-Mercedes      | 34     |
| 010  | Sebastian Vettel | Aston Martin-Mercedes | 30     |

| Pos. | Fahrer             | Konstrukteur              | Punkte |
| ---- | ------------------ | ------------------------- | ------ |
| 11   | Fernando Alonso    | Alpine-Renault            | 19     |
| 12   | Lance Stroll       | Aston Martin-Mercedes     | 14     |
| 13   | Esteban Ocon       | Alpine-Renault            | 12     |
| 14   | Yuki Tsunoda       | AlphaTauri-Honda          | 9      |
| 15   | Kimi Räikkönen     | Alfa Romeo Racing-Ferrari | 1      |
| 16   | Antonio Giovinazzi | Alfa Romeo Racing-Ferrari | 1      |
| 17   | George Russell     | Williams-Mercedes         | 0      |
| 18   | Mick Schumacher    | Haas-Ferrari              | 0      |
| 19   | Nikita Masepin     | Haas-Ferrari              | 0      |
| 20   | Nicholas Latifi    | Williams-Mercedes         | 0      |

### Konstrukteurswertung
| Pos. | Konstrukteur          | Punkte |
| ---- | --------------------- | ------ |
| 1    | Red Bull Racing-Honda | 252    |
| 2    | Mercedes              | 212    |
| 3    | McLaren-Mercedes      | 120    |
| 4    | Ferrari               | 108    |
| 5    | AlphaTauri-Honda      | 46     |

| Pos. | Konstrukteur              | Punkte |
| ---- | ------------------------- | ------ |
| 06   | Aston Martin-Mercedes     | 44     |
| 07   | Alpine-Renault            | 31     |
| 08   | Alfa Romeo Racing-Ferrari | 2      |
| 09   | Williams-Mercedes         | 0      |
| 10   | Haas-Ferrari              | 0      |